# Dischidia peltata
Dischidia peltata là một loài thực vật có hoa trong họ La bố ma. Loài này được Blume mô tả khoa học đầu tiên năm 1850.